# فردریک دلکور
فرِدِریک دِلکور (به فرانسوی: Frédéric Delcourt) (زادهٔ ۱۴ فوریهٔ ۱۹۶۴) شناگر اهل فرانسه است.